# 西郊区
西郊区是中华人民共和国上海市一個已不存在的市轄區。

## 歴史
1956年，龙华区、新涇區、真如区3区合併，同時西郊区成立。其范围东至普陀区；南至长桥港；西至松江县竹港以及青浦县小涞港；北至大龙港、走马塘、新泾港。全区4面积173.25平方公里。西郊区人民委员会位於哈密路1330号。1958年8月，西郊区廢除，轄区分屬於徐汇区、长宁区、普陀区、上海县、嘉定縣、宝山县。